# Gare de Hovin
La gare de Hovin est une gare ferroviaire norvégienne de la ligne de Dovre située dans le village de Hovin qui fait partie de la commune de Melhus.
La gare compte parmi les plus anciennes gares de la ligne de Dovre puisqu'elle se trouve sur le tronçon Trondheim-Støren qui fut inauguré en 1864.
La gare se situe à 507,89 km d'Oslo. Aujourd'hui, seuls les trains régionaux s'y arrêtent.